# Max von Gallwitz
Max Karl Wilhelm von Gallwitz, före 1913 Gallwitz, född 2 maj 1852 i Breslau, död 18 april 1937 i Neapel, var en tysk militär.
Gallwitz blev officer vid artilleriet 1872, överste och regementschef 1899. År 1906 blev han generallöjtnant och infanterifördelningschef, general vid artilleriet och inspektör för fältartilleriet blev han 1911 och adlades 1913. Vid första världskrigets utbrott blev Gallwitz chef för Gardesreservkåren och intog med denna Namur 24-28 augusti 1914, förflyttades i februari 1915 till östfronten som chef för armégruppen G. Han var därefter chef för 12:e armén och deltog senare som chef för 11:e armén i serbiska fälttåget och förflyttades i juli 1916 tillbaka till västfronten som chef för 2:a armén och en armégrupp vid Somme. I december 1916 fick Gallwitz befälet över 5:e armén vid Verdun och i september 1918 över en armégrupp i Lothringen. Senare samma år erhöll han avsked. 1920-24 var Gallwitz ledamot av tyska riksdagen för det tysknationella folkpartiet. Gallwitz utgav Meine Führertätigkeit im Weltkrieg 1914-16 (1929) och Erleben im Westen 1916-18 (1932).
Han dog under resa i Italien.